# نسل سوم (فیلم ۱۹۷۹)
نسل سوم (آلمانی: Die Dritte Generation) فیلمی محصول آلمان غربی در سبک کمدی و جنایی به کارگردانی راینر ورنر فاسبیندر است که در سال ۱۹۷۹ منتشر شد.

## داستان
مردی ثروتمند برای افزایش فروش کامپیوترهای خود از طریق ترساندن دولت آلمان غربی به عنوان سومین نسل از فعالان جناح چپ اروپای غربی پس از پایان دادن به خشونت ارتش سرخ، به تروریستها کمک مالی می‌کند.

## بازیگران
- هانا شیگولا
- ادی کنستانتین
- بول اوژیه
- اودو کیر
- راینر ورنر فاسبیندر
- دانیل کوهن بندیت
- رودی دوچکه